# Komalee Prasad
Komalee Prasad (Telugu కోమలి ప్రసాద్; * 24. August 1995 in Visakhapatnam) ist eine indische Schauspielerin.

## Leben und Karriere
Prasad wurde in Visakhapatnam geboren und wuchs später in Ballari auf. Sie studierte Zahnmedizin am Pravara Institute of Medical Sciences und erwarb den Abschluss Bachelor of Dental Surgery.
Ihr Debüt gab sie 2016 in dem Film Nenu Seetha Devi. Es folgten Rollen in Filmen wie Anukunnadi Okkati Ayyandhi Okati und Rowdy Boys. Unter anderem wurde sie 2020 für die Webserie Loser gecastet. 2022 war sie in der Serie Modern Love Hyderabad sowie im Film HIT: The 2nd Case zu sehen.

## Filmografie
Filme
- 2016: Nenu Seetha Devi
- 2017: Napoleon
- 2020: Anukunnadi Okati Ayinadi Okati
- 2021: Eda Thanunnado
- 2022: Rowdy Boys
- 2022: Sebastian P.C. 524
- 2022: HIT: The Second Case
- 2024: Sasivadane

Serien
- 2020: Loser
- 2022: Modern Love Hyderabad